# Dorfentwicklungsplan
Mit Hilfe eines Dorfentwicklungsplans wird unter Einbeziehung der aktiven Mitarbeit von Bürgern die weitere Entwicklung eines Dorfes geplant. Hierdurch erhalten diese die Möglichkeit, ihre Wünsche zu nennen, und zum anderen erhalten sie die Möglichkeit, Einzelprobleme im größeren Zusammenhang zu sehen. Darüber hinaus wird durch die Beschäftigung mit der eigenen Gemeinde das Bewusstsein für den näheren Lebensbereich gestärkt. Viele Dinge, die ansonsten in Vergessenheit geraten, werden wiederentdeckt und neu belebt.

## Merkmale
Aus der Kenntnis der Geschichte der Heimat und den aktuellen Verhältnissen können neue Ideen entstehen, die das Gemeinschaftsleben weiter stärken. Die Akzeptanz bei der Umsetzung einzelner öffentlicher Maßnahmen wird wesentlich erhöht. Es werden nur Maßnahmen durchgeführt, die von einer breiten Mehrheit mitgetragen werden.
Die Planung durch Fachleute (Amt für Ländliche Entwicklung, Amt für Landwirtschaft, Flurneuordnung und Forsten, Planer etc.) hat die Aufgabe, zusammen mit den Bürgern die von ihnen ausgearbeiteten Einzelaspekte in ein abgestimmtes und allgemein tragfähiges Gesamtkonzept zu stellen.
Einzelne gewünschte Maßnahmen müssen fachlich bewertet und eventuelle Widersprüche zu anderen vorgeschlagenen Maßnahmen oder Zielsetzungen aufgezeigt werden.
Da für einzelne Vorhaben öffentliche Fördermittel eingesetzt werden, müssen die Planungen in eine prüffähige Form gebracht werden.
Die im Dorfentwicklungsplan formulierten Ziele und Einzelmaßnahmen ermöglichen es dem Gemeinderat, über einen gewissen Zeitraum Prioritäten festzulegen, die auf die Bedürfnisse der Bürger abgestimmt sind. Bei den Beschlüssen zu den Einzelvorhaben können diese einmal festgestellten Ziele als Entscheidungshilfe dienen.